# Półwysep Mawsona
Półwysep Mawsona (ang. Mawson Peninsula) – wąski, pokryty lodem półwysep, wznoszący się na wysokość 457 m n.p.m., położony we wschodniej części wybrzeża Ziemi Jerzego V. Rozciąga się na długości ponad 57 km w kierunku północno-zachodnim, kończąc się na przylądku Cape Hudson.  Jego zachodnią krawędź flankują nunataki o wysokości ponad 600 m. Został sfotografowany z powietrza podczas Operacji Highjump w latach 1946–47, a następnie naszkicowany i sfotografowany przez Phillipa Lawa 21 lutego 1959 roku podczas lotu z pokładu statku Magga Dan wzdłuż półwyspu do jego północnego krańca, i nazwany przez niego na cześć Douglasa Mawsona.